# English National Ice Hockey League 1997/98
Die Saison 1997/98 war die zweite Austragung der englischen English League. Diese stellte nach der Ice Hockey Superleague und der British National League in diesem Jahr die 3. Liga des britischen Eishockeys dar. An ihr nahmen nur englische Mannschaften teil.

## Modus und Teilnehmer
Die Mannschaften spielten in regionalen Gruppen, einer North Conference und South Conference. In einer Einfachrunde spielte jeder gegen jeden. Die jeweils ersten Vier einer Gruppe spielten anschließend untereinander um zwei Plätze für die Endrunde. Dort wurde dann in Play-offs mit Hin- und Rückspiel der Gesamtsieger ermittelt.

## North Conference

### Hauptrunde
Die Liga wurde um die beiden Mannschaften Whitley Warriors und Telford Tigers aufgestockt. 
| Platz | Mannschaft            | Spiele | S  | U | N  | Tore    | Punkte |
| ----- | --------------------- | ------ | -- | - | -- | ------- | ------ |
| 1     | Solihull Barons       | 18     | 17 | 0 | 1  | 251: 42 | 34     |
| 2     | Whitley Warriors      | 18     | 14 | 0 | 4  | 219: 82 | 28     |
| 3     | Kingston Jets 2       | 18     | 11 | 0 | 7  | 130: 77 | 22     |
| 4     | Billingham Bombers    | 18     | 9  | 3 | 6  | 109: 78 | 21     |
| 5     | Altrincham Aces       | 18     | 10 | 1 | 7  | 123:103 | 21     |
| 6     | Telford Tigers II     | 18     | 9  | 1 | 8  | 88: 93  | 19     |
| 7     | Sunderland Chiefs     | 18     | 8  | 0 | 10 | 111:151 | 16     |
| 8     | Sheffield Spartans II | 18     | 5  | 0 | 13 | 52:136  | 10     |
| 9     | Bradford Bulldogs     | 18     | 2  | 2 | 14 | 38:172  | 6      |
| 10    | Blackburn Hawks II    | 18     | 1  | 1 | 16 | 47:234  | 3      |

Legende: S–Siege, U–Unentschieden, N–Niederlage

### Play-offs
| Platz | Mannschaft         | Spiele | S | U | N | Tore    | Punkte |
| ----- | ------------------ | ------ | - | - | - | ------- | ------ |
| 1     | Solihull Barons    | 10     | 9 | 0 | 1 | 149: 45 | 18     |
| 2     | Billingham Bombers | 10     | 7 | 0 | 3 | 85: 52  | 14     |
| 3     | Whitley Warriors   | 10     | 6 | 0 | 4 | 83: 74  | 12     |
| 4     | Kingston Jets II   | 10     | 4 | 1 | 5 | 49: 72  | 9      |
| 5     | Telford Tigers II  | 10     | 2 | 1 | 7 | 30: 86  | 5      |
| 6     | Sunderland Chiefs  | 10     | 1 | 0 | 9 | 34:101  | 2      |

## South Conference

### Hauptrunde
Die Vorjahresteilnehmer Cardiff Devils II, Stevenage Oilers und Oxford City Stars nahmen nicht teil, dafür kamen die Invicta Dynamos und Swindon Wildcats hinzu. Dadurch gab es nur noch elf teilnehmende Mannschaften.
| Platz | Mannschaft                | Spiele | S  | U | N  | Tore    | Punkte |
| ----- | ------------------------- | ------ | -- | - | -- | ------- | ------ |
| 1     | Invicta Dynamos           | 20     | 19 | 0 | 1  | 228: 61 | 38     |
| 2     | Chelmsford Chieftains     | 20     | 16 | 1 | 3  | 187: 69 | 33     |
| 3     | Wightlink Raiders         | 20     | 16 | 1 | 3  | 193: 73 | 33     |
| 4     | Swindon Wildcats          | 20     | 15 | 0 | 5  | 145: 81 | 30     |
| 5     | Romford Raiders           | 20     | 11 | 3 | 6  | 195: 88 | 25     |
| 6     | Basingstoke Buffalo II    | 20     | 8  | 2 | 10 | 101:129 | 18     |
| 7     | Slough Jets II            | 20     | 6  | 2 | 12 | 71:151  | 14     |
| 8     | Haringey Racers           | 20     | 6  | 1 | 13 | 68:139  | 13     |
| 9     | Peterborough Islanders II | 20     | 3  | 1 | 16 | 83:180  | 7      |
| 10    | Solent Devils             | 20     | 2  | 1 | 17 | 56:230  | 5      |
| 11    | Bracknell Hornets II      | 20     | 2  | 0 | 18 | 66:192  | 4      |

Legende: S–Siege, U–Unentschieden, N–Niederlage

### Play-offs
| Platz | Mannschaft             | Spiele | S | U | N | Tore  | Punkte |
| ----- | ---------------------- | ------ | - | - | - | ----- | ------ |
| 1     | Chelmsford Chieftains  | 10     | 8 | 1 | 1 | 70:26 | 17     |
| 2     | Invicta Dynamos        | 10     | 8 | 0 | 2 | 73:26 | 16     |
| 3     | Wightlink Raiders      | 10     | 6 | 0 | 4 | 69:36 | 12     |
| 4     | Romford Raiders        | 10     | 4 | 1 | 5 | 55:57 | 9      |
| 5     | Swindon Wildcats       | 10     | 2 | 0 | 8 | 32:77 | 4      |
| 6     | Basingstoke Buffalo II | 10     | 1 | 0 | 9 | 22:99 | 2      |

## Endrunde
Die Halbfinalspiele fanden am 18. und 26. April 1998 statt.
Die Finalspiele fanden am 4. und 9. Mai 1998 statt.